# 年号钱

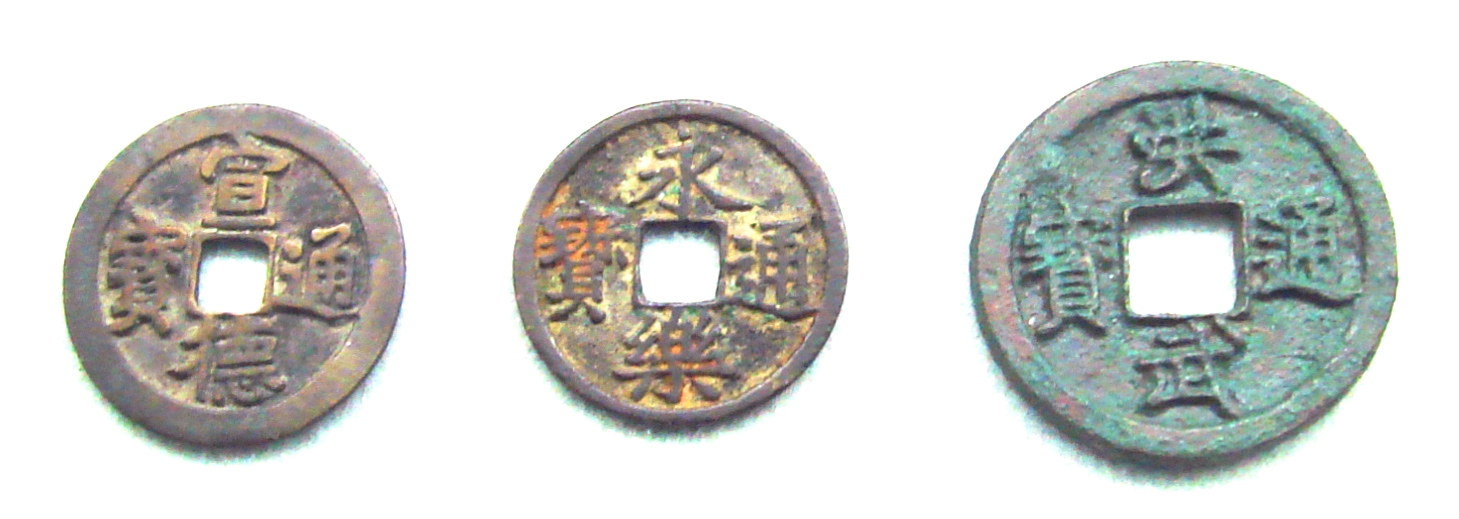
明代的几种年号钱（洪武、永乐、宣德）

年号钱是以君主的年号铸造和命名的古钱币。大部分年号钱为铜制货币，其多以年号加上“通宝”、“元宝”、“重宝”、“玄宝”等后缀的格式命名。最早的年号钱可追溯至五胡十六国时代，于唐代得到一定发展，并在宋朝起开始广泛流行于世。
铸造年号钱的习惯随着古代中国文化的影响而传播至东亚的其他地区（如日本的宽永通宝、越南的明命通宝等），其中日圆的硬币上至今仍标有天皇的年号，但仅具有年份标注意义，且不再以上述格式命名。